# Lijst van schilderijen in het Rijksmuseum Amsterdam/Mn-Mz
Lijst van schilderijen in het Rijksmuseum Amsterdam met werken van schilders van wie de achternaam begint met de letters Mn t/m Mz. Vermeldingen in het grijs geven aan dat het werk geen deel meer uitmaakt van de collectie van het Rijksmuseum, bijvoorbeeld omdat het in bruikleen gegeven is aan een andere instelling of omdat het teruggegeven is aan de bruikleengever.
| Inventarisnummer | Toeschrijving                              | Titel | Datering      | Afbeelding |
| ---------------- | ------------------------------------------ | --- | ------------- | ---------- |
| SK-A-1081        | Jozef Moerenhout                           | Kozakkenvoorpost | 1827          |            |
| SK-A-1082        | Jozef Moerenhout                           | De harddraverij | 1829          |            |
| SK-C-293         | Jozef Moerenhout                           | Paardenstal | Ca. 1830-1840 |            |
| SK-A-270         | Nicolaes Moeyaert                          | Mooy-Aal en haar aanbidders | Ca. 1630-1640 |            |
| SK-A-1485        | Nicolaes Moeyaert                          | De ontmoeting van Jacob en Rachel | 1638          |            |
| SK-A-271         | Woutherus Mol Naar Rafaël                  | Madonna della Sedia | 1800-1810     |            |
| SK-A-272         | Woutherus Mol Naar Peter Paul Rubens       | Ecce homo | 1800-1857     |            |
| SK-A-648         | Woutherus Mol                              | Academiestudie van een man en een vrouw | 1808          |            |
| SK-A-2121        | Woutherus Mol                              | Portret van Paulus Joseph Gabriël | 1818          |            |
| SK-C-140         | Jan Miense Molenaer                        | De virginaalspeelster | 1630-1640     |            |
| SK-A-3023        | Jan Miense Molenaer                        | Het valse kaartspelen | 1640-1668     |            |
| SK-C-188         | Jan Miense Molenaer                        | Het gebed voor de maaltijd | 1640-1668     |            |
| SK-C-1654        | Pieter de Molijn                           | De wolfabricage | 1651          |            |
| SK-A-1942        | Pieter de Molijn                           | Halte bij een herberg | 1657          |            |
| SK-A-5072        | Antoon Molkenboer                          | Zelfportret in het atelier | 1896          |            |
| SK-A-1687        | Hendrick Mommers                           | Boereninterieur | 1650-1693     |            |
| SK-A-273         | Joos de Momper (II)                        | Landschap | 1590-1635     |            |
| SK-A-3100        | Joos de Momper (II)                        | Berggezicht | 1590-1635     |            |
| SK-A-3894        | Joos de Momper (II)                        | Hercules steelt de kudde van Geryones | 1590-1635     |            |
| SK-A-3949        | Joos de Momper (II)                        | Rivierlandschap met everzwijnjacht | 1600          |            |
| SK-A-4263        | Trant van Joos de Momper (II)              | De dood van Euridice | 1590-1675     |            |
| SK-C-1391        | Lorenzo Monaco                             | De heilige Hiëronymus in zijn studeervertrek | Ca. 1420      |            |
| SK-A-3976        | Lorenzo Monaco                             | De heilige Hiëronymus in zijn studeervertrek | Ca. 1420      |            |
| SK-C-1430        | Lorenzo Monaco                             | Hoofd van de heilige Maria | Ca. 1381-1425 |            |
| SK-A-4004        | Lorenzo Monaco                             | Hoofd van de heilige Maria | Ca. 1381-1425 |            |
| SK-C-1431        | School van Lorenzo Monaco                  | Maria met kind | 1381-1410     |            |
| SK-A-4005        | School van Lorenzo Monaco                  | Maria met kind | 1381-1410     |            |
| SK-C-1432        | Lorenzo Monaco                             | Sint-Franciscus van Assisi ontvangt de stigmata | Ca. 1420      |            |
| SK-A-4006        | Lorenzo Monaco                             | Sint-Franciscus van Assisi ontvangt de stigmata | Ca. 1420      |            |
| SK-C-1638        | Piet Mondriaan                             | Sinaasappelen | Ca. 1900      |            |
| SK-A-4987        | Piet Mondriaan                             | Oostzijdse molen aan het Gein bij maanlicht | 1903, ca.     |            |
| SK-C-1637        | Piet Mondriaan                             | Zeilboot voor anker in een rivier | Ca. 1907      |            |
| SK-C-1752        | Piet Mondriaan                             | Compositie no. III met rood, geel en blauw | 1927          |            |
| SK-A-2933        | Claude Monet                               | Bloemen | 1860-1912     |            |
| SK-A-1892        | Claude Monet                               | La Corniche bij Monaco | 1884          |            |
| SK-A-274         | Louis de Moni                              | Vrouw een plant begietend | 1720-1771     |            |
| SK-A-1658        | B. Monmorency                              | Portret van Pieter Parker | 1742          |            |
| SK-C-1105        | Martin Monnickendam                        | Monarosa, dochter van de schilder, als fruitverkoopster | 1914          |            |
| SK-C-1094        | Bartolomeo Montagna                        | Maria met kind | 1490-1510     |            |
| SK-A-3448        | Bartolomeo Montagna                        | Maria met kind | 1490-1510     |            |
| SK-C-1416        | Toegeschreven aan Francesco Montemezzano   | Portret van een vrouw met een eekhoorntje | 1565-1575     |            |
| SK-A-3990        | Toegeschreven aan Francesco Montemezzano   | Portret van een vrouw met een eekhoorntje | 1565-1575     |            |
| SK-A-2579        | Adolphe Joseph Thomas Monticelli           | Kustgebergte | 1870-1880     |            |
| SK-A-1893        | Adolphe Joseph Thomas Monticelli           | Christus zegent de kinderen | 1870-1886     |            |
| SK-A-2934        | Adolphe Joseph Thomas Monticelli           | Aan het altaar | 1870-1886     |            |
| SK-A-2935        | Adolphe Joseph Thomas Monticelli           | Vrouwen in een bos | 1870-1886     |            |
| SK-A-2937        | Adolphe Joseph Thomas Monticelli           | Vrouwen in een park | 1870-1886     |            |
| SK-A-2996        | Adolphe Joseph Thomas Monticelli           | Figuren bij een fontein | 1870-1886     |            |
| SK-A-3096        | Adolphe Joseph Thomas Monticelli           | Landschap met bloeiende boomgaard | 1870-1886     |            |
| SK-A-1746        | Carel de Moor                              | Zelfportret | 1675-1680     |            |
| SK-A-640         | Carel de Moor                              | De hengelaar | Ca. 1700      |            |
| SK-A-3028        | Toegeschreven aan Carel de Moor            | Soldatenscène | 1680-1738     |            |
| SK-A-3118        | Anthonis Mor van Dashorst                  | Portretten van Sir Thomas Gresham en Anne Fernely | Ca. 1560-1565 |            |
| SK-A-3119        | Anthonis Mor van Dashorst                  | Portretten van Sir Thomas Gresham en Anne Fernely | Ca. 1560-1565 |            |
| SK-A-1560        | Naar Anthonis Mor van Dashorst             | Portret van Philippe de Montmorency | 1540-1650     |            |
| SK-A-2663        | Naar Anthonis Mor van Dashorst             | Portret van Philippe de Montmorency | 1562          |            |
| SK-C-1696        | Trant van Anthonis Mor van Dashorst        | Portret van Philips II, koning van Spanje | 1560-1625     |            |
| SK-A-275         | Paulus Moreelse                            | Portret van Maria van Utrecht | 1615          |            |
| SK-C-623         | Paulus Moreelse                            | Officieren en andere schutters van wijk III in Amsterdam onder leiding van kapitein Jacob Gerritsz. Hoyngh en luitenant Nanningh Florisz. Cloeck             | 1616          |            |
| SK-A-1423        | Paulus Moreelse                            | Zelfportret | Ca. 1623      |            |
| SK-A-277         | Paulus Moreelse                            | Het prinsesje | Ca. 1623      |            |
| SK-C-1440        | Paulus Moreelse                            | Portret van een man, vermoedelijk uit het geslacht Pauw | 1625          |            |
| SK-A-276         | Paulus Moreelse                            | Een herderin | 1630          |            |
| SK-A-2330        | Paulus Moreelse                            | Meisje bij een spiegel | 1632          |            |
| SK-A-3455        | Naar Paulus Moreelse                       | Ezau verkoopt zijn eerstgeboorterecht | 1609-1942     |            |
| SK-A-556         | Atelier van Paulus Moreelse                | Portret van Anthonis van Utenhove, heer van Rijnesteyn | 1619          |            |
| SK-A-706         | Jan Evert Morel                            | Stilleven met bloemen en fruit | 1800-1808     |            |
| SK-A-1083        | Jan Evert Morel                            | Stilleven met bloemen | 1800-1808     |            |
| SK-A-2201        | Louis Moritz                               | De actrices Joanna Cornelia Ziesenis-Wattier (1762-1827) en Geertruida Jacoba Grevelink-Hilverdink (1786-1827) in Iphigenia (1674) van Jean Racine (1639-99) | 1800-1813     |            |
| SK-A-2194        | Louis Moritz                               | Portret van Hendrik Arend van den Brink met zijn vrouw Lucretia Johanna van de Poll                                                                          | 1805-1830     |            |
| SK-A-4037        | Louis Moritz                               | De muziekles | 1808          |            |
| SK-A-4936        | Louis Moritz                               | De tekenles | 1808          |            |
| SK-A-1512        | Louis Moritz                               | De acteur Andries Snoek in de rol van Achilles in het gelijknamige toneelstuk van Balthasar Huydecoper                                                       | 1810-1813     |            |
| SK-A-1324        | Louis Moritz                               | Portret van Jonas Daniël Meijer | 1810-1830     |            |
| SK-A-1370        | Louis Moritz                               | Kozakkennachtleger, 1813 | 1813-1814     |            |
| SK-C-466         | Louis Moritz                               | Portret van Clemens van Demmeltraadt | Ca. 1820-1841 |            |
| SK-A-1084        | Louis Moritz                               | De dodelijk gewonde Marcus Antonius bij Cleopatra | 1823-1825     |            |
| SK-A-1953        | Louis Moritz                               | Portret van Mevrouw Carp en haar zoontje | 1830-1850     |            |
| SK-A-2195        | Louis Moritz                               | Portret van Rudolf Johannes van den Brink | 1830-1850     |            |
| SK-C-306         | Carl Gustaf Hjalmar Mörner                 | Portret van Alexander I van Rusland, keizer van Rusland | 1833          |            |
| SK-A-3036        | Giovanni Battista Moroni                   | Portret van een jonge vrouw | 1560-1578     |            |
| SK-A-3410        | Giovanni Battista Moroni                   | Portret van een man | 1565          |            |
| SK-C-1365        | Toegeschreven aan Giovanni Battista Moroni | Portret van een oude man, waarschijnlijk Vercellino Olivazzi                                                                                                 | 1560-1570     |            |
| SK-A-2203        | Johannes Hendrikus Mosers                  | Johanna van Brabant | 1859          |            |
| SK-A-5105        | Marlow Moss                                | White and Black (no. 27) | 1948          |            |
| SK-A-972         | Gillis Mostaert                            | Allegorie op de wereldlijke en geestelijke misbruiken | 1570-1580     |            |
| SK-A-2123        | Jan Mostaert                               | Drieluik met de bewening | Ca. 1515-1520 |            |
| SK-A-671         | Jan Mostaert                               | De aanbidding van de koningen | Ca. 1520-1525 |            |
| SK-A-3843        | Jan Mostaert                               | Portret van een vrouw | Ca. 1525      |            |
| SK-A-4986        | Jan Mostaert                               | Portret van een Afrikaanse man | Ca. 1525-1530 |            |
| SK-A-5021        | Jan Mostaert                               | Landschap met een episode uit de verovering van Amerika | Ca. 1535      |            |
| SK-A-3901        | Toegeschreven aan Jan Mostaert             | De boom van Jesse | Ca. 1500      |            |
| SK-A-743         | Omgeving van Jan Mostaert                  | Portret van een man | 1535          |            |
| SK-A-280         | Frederik de Moucheron                      | Italiaans landschap met jagers | 1660-1686     |            |
| SK-C-189         | Frederik de Moucheron                      | Italiaans landschap met ronde toren | 1667          |            |
| SK-C-388         | Isaac de Moucheron                         | Waterpartij met beelden en gebouwen in een park | 1700-1744     |            |
| SK-A-796         | Isaac de Moucheron                         | Gezicht op Tivoli | 1725          |            |
| SK-A-1426        | Adolphe Mouilleron                         | Stilleven met boeken en muziekinstrumenten | 1835-1881     |            |
| SK-A-1750        | Adolphe Mouilleron                         | Stilleven met doedelzak | 1850-1881     |            |
| SK-A-1749        | Adolphe Mouilleron                         | Stilleven met vruchten | 1879          |            |
| SK-A-1748        | Adolphe Mouilleron                         | Riviergezicht bij avond | 1880          |            |
| SK-A-2357        | Pieter Mulier (I)                          | Vissersboot zeilend voor de wind | 1625-1640     |            |
| SK-A-5093        | Carl Müller                                | Gezicht op Gerolstein | 1836          |            |
| SK-A-1445        | Jacques Muller                             | Ruitergevecht tussen Turkse troepen en troepen van de Oostenrijkse keizer                                                                                    | 1645-1673     |            |
| SK-A-281         | Emanuel Murant                             | Vervallen boerderij | 1650-1700     |            |
| SK-A-1711        | Emanuel Murant                             | De pleisterplaats | 1650-1700     |            |
| SK-A-282         | Bartolomé Murillo                          | De verkondiging aan Maria | 1660-1680     |            |
| SK-C-1366        | Bartolomé Murillo                          | Maria met kind | 1660-1680     |            |
| SK-A-4704        | Naar Bartolomé Murillo                     | De verkondiging aan Maria | 1700-1800     |            |
| SK-C-190         | Michiel van Musscher                       | Interieur met een echtpaar en twee kinderen | Ca. 1668      |            |
| SK-A-1676        | Michiel van Musscher                       | Portret van Johan Maurits, graaf van Nassau-Siegen | 1670-1680     |            |
| SK-A-2331        | Michiel van Musscher                       | Portret van een kapitein of een reder | 1678          |            |
| NG-2008-40       | Michiel van Musscher                       | Dubbelportret van Isaac Pontanus en Hendrik van Beek | 1689          |            |
| SK-A-4135        | Michiel van Musscher                       | Portret van Michiel Comans en zijn derde vrouw Elisabeth van der Mersche                                                                                     | 1669          |            |
| SK-C-13          | Michiel van Musscher                       | Portretten van Hendrick Bicker en Maria Schaep | 1682          |            |
| SK-C-14          | Michiel van Musscher                       | Portretten van Hendrick Bicker en Maria Schaep | 1682          |            |
| SK-A-4232        | Michiel van Musscher                       | Zelfportret | 1685          |            |
| SK-A-4233        | Michiel van Musscher                       | Portret van Eva Visscher | 1685          |            |
| SK-C-528         | Michiel van Musscher                       | Portret van Johannes Hudde | 1686          |            |
| SK-C-1215        | Michiel van Musscher                       | Portret van Thomas Hees met zijn neven Jan en Andries Hees en een bediende                                                                                   | 1687          |            |
| SK-A-1587        | Nicolaes Muys                              | Portret van Robert Muys en zijn echtgenote Maria Nozeman | 1778          |            |
| SK-C-1586        | Nicolaes Muys                              | Portret van Aernout van Beeftingh, zijn echtgenote Jacoba Maria Boon en hun kinderen                                                                         | 1797          |            |
| SK-A-768         | Martin Mytens (I)                          | Zelfportret | 1670-1736     |            |